# Diplocidaris
Diplocidaris is een geslacht van uitgestorven zee-egels, en het typegeslacht van de familie Diplocidaridae. De typesoort van dit geslacht is Cidaris gigantea Agassiz, 1840.
Deze traag bewegende epifaunale omnivore grazers leefden in het Jura, van 161,2 tot 150,8 miljoen jaar geleden. Fossielen van dit geslacht zijn gevonden in de sedimenten van Europa, Noord-Afrika, Madagaskar.

## Soorten
- Diplocidaris besairiei Lambert, 1936 †
- Diplocidaris bicarinata Weber, 1934 †
- Diplocidaris boulemanensis (Vadet, Nicolleau & Reboul, 2010) †
- Diplocidaris dubari Lambert, 1937 †
- Diplocidaris mauritanicus Jeannet, 1936 †
- Diplocidaris menchikoffi Lambert, 1937 †
- Diplocidaris romani Mercier, in Roché, 1939 †